# Worms Hauptbahnhof
Worms Hauptbahnhof vasútállomás Németországban, Rajna-vidék–Pfalz tartományban, Worms városban. A német vasútállomás-kategóriák közül a második csoportba tartozik.

## Vasútvonalak
Az állomást az alábbi vasútvonalak érintik:
- Mainz–Mannheim-vasútvonal
- Worms–Bingen Stadt railway
- Darmstadt–Worms-vasútvonal
- Nibelungen Railway
- Weinheim–Worms-vasútvonal
- Worms–Grünstadt railway line
- Bahnstrecke Worms–Gundheim

## Forgalom

### Távolsági
| Járat  | Útvonal | Ütem         |
| ------ | --- | ------------ |
| ICE 11 | Wiesbaden – Mainz – Worms – Mannheim – Stuttgart – Ulm – München | egy vonat    |
| EC 32  | Münster (Klagenfurt felé) bzw. Dortmund (Klagenfurt felől) – Duisburg – Köln – Koblenz – Mainz – Worms – Mannheim – Stuttgart – München – Klagenfurt                      | egy vonatpár |
| IC 35  | Leer (Ostfriesland) – Münster – Recklinghausen – Gelsenkirchen – Duisburg – Köln – Koblenz – Mainz – Worms – Mannheim – Stuttgart (Leer felé) bzw. – Karlsruhe – Konstanz | egy vonatpár |

## Kapcsolódó állomások
A vasútállomáshoz az alábbi állomások vannak a legközelebb:
- Hofheim (Ried) station
- Osthofen station
- Worms-Pfeddersheim train station (Worms–Bingen Stadt railway)
- Bobenheim
- Mainz Hauptbahnhof (Frankfurt Hauptbahnhof, RE 4)
- Frankenthal Central Station (Karlsruhe Hauptbahnhof, RE 4)